# Kalambur
Kalambur es una ciudad y nagar Panchayat situada en el distrito de Tiruvannamalai en el estado de Tamil Nadu (India). Su población es de 14304 habitantes (2011).

## Demografía
Según el censo de 2011 la población de Kalambur era de 14304 habitantes, de los cuales 7122 eran hombres y 71882 eran mujeres. Kalambur tiene una tasa media de alfabetización del 81,04%, superior a la media estatal del 80,09%: la alfabetización masculina es del 90,05%, y la alfabetización femenina del 72,30%.